# Герб Доминики
Герб Доминики — один из государственных символов Содружества Доминика.
Герб был принят 21 июля 1961 года и представляет собой сине-жёлтый щит, который держат два сиссеру (императорских амазона). Наверху щита находится идущий налево рычащий лев. Внизу щита расположена жёлтая лента с национальным девизом страны (Après le Bondie, C’est la Ter).  Щит разделен на четыре части крестообразно. Крест (символ распятия и воскресения Христова) указывает на историю острова. Принято считать, что остров был открыт Колумбом в воскресенье, 3 ноября 1493 года. Само название острова происходит от лат. Dies Dominica — «День Господень», то есть воскресенье. На щите изображены лодка (левый нижний квадрант), банан (правый нижний), пальма (левый верхний) и лягушка (правый верхний).
Зеленая кокосовая пальма на островке вулканического происхождения (высшая точка — потухший вулкан Дьяблотен, 1447 м).
Жаба (доминиканская горная лягушка (Leptodactylus fallax), эндемик: встречается только на островах Монтсеррат и Доминика).
Парусная лодка — символ положения в Карибском море.
Банан (на бананы приходится около 95% сельскохозяйственной продукции страны).